# Cardin (Oklahoma)
Cardin é uma cidade fantasma  localizada no estado norte-americano de Oklahoma, no Condado de Ottawa. Tornou-se uma cidade fantasma, tal como a vizinha Picher, devido a problemas ambientais (exploração de minas de chumbo, zinco e ferro), restam apenas 3 habitantes. Foi quase totalmente abandonada em 2009, ficando apenas as pessoas que rejeitaram as indemnizações propostas para saírem da localidade. Em 2010, Cardin ficou  com 0 habitantes, com a saída da última família.

## Demografia
Segundo o censo norte-americano de 2000, a sua população era de 150 habitantes.
Em 2006, foi estimada uma população de 148, um decréscimo de 2 (-1.3%).
Segundo o censo de 2010 restavam apenas 3 habitantes na localidade, os que rejeitaram as propostas monetárias para a abandonar. A localidade foi totalmente abandonada em novembro de 2010, todos aceitaram as propostas e Cardin ficou com 0 habitantes.

## Geografia
De acordo com o United States Census Bureau tem uma área de 0,2 km², dos quais 0,2 km² cobertos por terra e 0,0 km² cobertos por água.

## Localidades na vizinhança
O diagrama seguinte representa as localidades num raio de 8 km ao redor de Cardin.